# Министерство внешней торговли СССР
Министе́рство вне́шней торго́вли СССР — основной орган государственной монополии внешней торговли в СССР.

## История

### Декрет о национализации внешней торговли
Советская внешняя торговля проводилась на основе государственной монополии, введённой декретом СНК от 22 апреля 1918 года «О национализации внешней торговли». В ст.1 указывалось, что «Вся внешняя торговля национализируется. Торговые сделки по покупке и продаже всякого рода продуктов (добывающей, обрабатывающей промышленности, сельского хозяйства и пр.) с иностранными государствами и отдельными торговыми предприятиями за границей производятся от лица Российской Республики специально на то уполномоченными органами. Помимо этих органов всякие торговые сделки с заграницей для ввоза и вывоза воспрещаются». Согласно декрету, непосредственное государственное руководство внешней торговлей поручалось Народному комиссариату торговли и промышленности, переименованному в 1920 в Народный комиссариат внешней торговли («Собрание узаконений», 1920, № 53, ст. 235). Внешнеторговые сделки могли совершаться впредь только органами, специально уполномоченными государством.
Наркомат внешней торговли РСФСР был создан в 1920 году. В 1922 году появился Наркомат внешней торговли СССР, а в 1924 году — Наркомат внутренней торговли СССР, которые в 1925 году были слиты в единый Наркомат внешней и внутренней торговли. В 1930 году наркоматы были вновь разъединены на Наркомат внешней торговли и Наркомат снабжения. В 1953 году Министерства внешней и внутренней торговли слились в Министерство внешней и внутренней торговли, которое вновь подверглось разделению в 1958 году. Позднее же к Минвнешторгу добавился ещё и Государственный комитет по внешним экономическим связям.

### Народный комиссариат торговли и промышленности
Народный комиссариат торговли и промышленности (НКТиП РСФСР) был создан в 1917 году.
- Наркомы:

- Ногин, Виктор Павлович — до 3.11.1917
- Смирнов, Владимир Михайлович 3.11.1917—1918
- Вр. и. д. Бронский, Мечислав Генрихович 18.03. — 13.11.1918
- Красин, Леонид Борисович 1919—1920

- Заместители наркома:

- Бронский, Мечислав Генрихович 1917—1918
- Елизаров Марк Тимофеевич 1918—1919
- Соломон, Георгий Александрович 1919—1920

- Управляющий делами (член коллегии наркомата):

- Горчаков, Сергей Григорьевич 1918—1920

### Народный комиссариат внешней торговли РСФСР (НКВТ РСФСР)
Создан в 1920 году путём реорганизации Наркомата торговли и промышленности РСФСР.
- Нарком:

- Красин, Леонид Борисович

- Заместители наркома:

- Соломон, Георгий Александрович 1920
- Шейнман, Арон Львович 1920
- Лежава, Андрей Матвеевич 1920—1922

- Управляющий делами:

- Горчаков, Сергей Григорьевич 1920—1921

### Народный комиссариат внешней торговли СССР (НКВТ СССР)
Создан в 1922 году путём реорганизации Наркомата внешней торговли РСФСР.
Нарком:
- Красин, Леонид Борисович 1922—1925.

Заместители наркома:
- Фрумкин, Моисей Ильич 1922—1924.
- Аванесов, Варлаам Александрович 1924—1925.

### Народный комиссариат (Наркомат) внешней и внутренней торговли СССР
В ноябре 1925 года Наркомат торговли СССР и Наркомат внешней торговли СССР были объединены в Народный комиссариат (Наркомат) внешней и внутренней торговли СССР.
- Наркомы:

- Цюрупа, Александр Дмитриевич 1925 — 16 января 1926
- Каменев, Лев Борисович 16 января 1926 — 14 августа 1926
- Микоян, Анастас Иванович 14 августа 1926 — 22 ноября 1930

- Заместители наркома:

- Красин, Леонид Борисович 1925—1926
- Шейнман, Арон Львович 1925—1926

### Народный комиссариат (Наркомат) внешней торговли СССР
- Наркомы:

- 1930—1937 Розенгольц, Аркадий Павлович
- 1937?—1938 Чвялев, Евгений Денисович
- 1938—1946 Микоян, Анастас Иванович

- Заместители наркома:

- 1930—1934 Вейцер, Израиль Яковлевич
- 1935—1937 Судьин, Сергей Корнилович
- 1937—1938? Чвялев, Евгений Денисович
-  ?—1940 Розов, Давид Аронович

### Министерство внешней торговли
В 1946 году было впервые создано министерство внешней торговли СССР путём реорганизации Наркомата внешней торговли СССР.
С 5 марта по 24 августа 1953 года было объединённым с министерством внутренней торговли и носило название Министерство внутренней и внешней торговли.
24 августа 1953 года Указом Президиума Верховного Совета СССР снова образовано Министерство внешней торговли.
Руководители:
см. Министры внешней торговли

### Министерство внешних экономических связей СССР
В 1988 году, в ходе Перестройки, Министерство внешней торговли было окончательно упразднено и закончило самостоятельное существование.
Минвнешторг с Государственным комитетом СССР по внешнеэкономическим связям (ГКЭС СССР) был объединён в МВЭС СССР. Председатель ГКЭС стал руководителем нового министерства.
Министерство в данном виде просуществовало до прекращения существования СССР в декабре 1991 года (постановлением Правительства РСФСР № 50 от 18 декабря 1991 года материальная база МВЭС СССР на территории России и за рубежом передана в ведение Комитета внешнеэкономических связей РСФСР).
Министр:
- Катушев, Константин Фёдорович 1988 — 1991
- Мангазеев, Валерий Александрович 1991[источник не указан 1054 дня]

## Юридическая база и уполномоченные органы

### Планирующие, координирующие и руководящие органы
В ст. 14, п. З Конституции СССР 1936 года было указано, что внешняя торговля на основе монополии внешней торговли подлежит ведению Союза ССР в лице его высших органов государственной власти и органов государственного управления. Систему органов государственного управления, осуществляющих руководство внешней торговлей, возглавляет Совет Министров СССР. В управлении внешней торговлей принимает участие Государственный плановый комитет СССР Совета Министров СССР (Госплан СССР), в ведение которого входит планирование экспорта и импорта. Порядок внешнеторговой продажи и закупки лицензий на использование изобретений определяет Государственный комитет Совета Министров СССР по науке и технике (ГКНТ СССР).

### Минвнешторг как основной исполнительный орган
Непосредственное государственное руководство внешнеторговым обменом осуществляет союзное министерство внешней торговли. Согласно Положению об этом министерстве (ранее наркомате) от 12 ноября 1923 (СУ 1923, № 108, ст. 1035), оно было создано «для руководства всей внешней торговой деятельностью Союза ССР на основе государственной монополии». За границей ему подведомственны торговые представительства СССР.

#### Центральный аппарат Минвнешторга
Центральный аппарат Минвнешторга располагался в Москве в высотном здании на Смоленской-Сенной площади, д. № 32-34, в котором также находилось Министерство иностранных дел СССР.
- Секретариат и аппарат министра внешней торговли
- Секретариаты заместителей министра внешней торговли
- Коллегия Минвнешторга
- Главки (главные управления)

- Главное инженерно-техническое управление (ГИТУ)

- Управления

- Управление кадров

- Вычислительный центр
- Партком (на правах райкома)
- Комитет комсомола (на правах райкома)
- Профсоюзный комитет
- Поликлиника

#### Учебные и научные заведения
- Заведения, прямо подведомственные Минвнешторгу:

- Всесоюзная академия внешней торговли (ВАВТ), которая в 2006 году отметила свой 75-летний юбилей. За годы своего существования она выпустила более 15 тысяч экономистов-международников.
- Всесоюзный научно-исследовательский конъюнктурный институт (ВНИКИ МВТ СССР). Научно-исследовательский конъюнктурный институт (НИКИ) был создан в 1947 г. при Министерстве внешней торговли СССР в целях научно-информационного обеспечения Министерства и других государственных организаций и ведомств при выработке внешнеэкономической политики и решении практических вопросов внешней торговли. В 1978 г. Институт получил статус Всесоюзного (ВНИКИ) и в 1992 г. — Всероссийского.

- Заведения и факультеты, готовившие кадры для Минвнешторга:

- Факультет МЭО МГИМО МИД СССР
- Факультет МЭО Московского финансового института

#### Территориальные уполномоченные Минвнешторга
В поздний советский период, не существовало министерств внешней торговли на республиканском уровне (в союзных республиках СССР). Функции представительства и координации внешнеторговой деятельности на их территориях выполняли уполномоченные Минвнешторга.

#### Всесоюзные внешнеторговые объединения
Всесоюзные внешнеторговые объединения (ВВО) на основании и в пределах их уставов, внешнеторговых планов, экспортных и импортных разрешений и лицензий осуществляли экспортные и импортные операции по определённой номенклатуре товаров и услуг, закреплённой за каждым объединением.
Внешнеторговые объединения — самостоятельные хозяйственные организации, которые пользуются правами юридических лиц. По своим обязательствам они несут обособленную имущественную ответственность.

#### Загранпредставительства
За границей функции внешней торговли выполнялись торговыми представительствами (торпредствами) СССР, подведомственными Миншвнешторгу.

### Иные органы внешней торговли
- Продинторг (основан в 1952 году)
- Союзплодоимпорт (1960)
- Определённые правомочия по управлению внешнеторговым обменом, связанным с сооружением за границей промышленных и других объектов с помощью Советского Союза, предоставлены также Государственному комитету СССР по внешним экономическим связям (ГКЭС СССР), созданному в 1957 году (первоначально при Совете Министров СССР).
- Отдельными правами по осуществлению внешнеторговой деятельности также обладал Центросоюз и его структурные органы.

В 1966 году были разделены товаропотоки внешней торговли сельхозтоварами: «Продинторг» занимался в основном сельхозтоварами животного происхождения, а «Союзплодоимпорт» — растительного: чай, кофе, какао-бобы, шампанское, водка.
В различное время также действовали следующие Всесоюзные объединения и конторы (перечень неполный): «Союзнефтеэкспорт» (1931), «Союзпромэкспорт», «Экспортлес», «Экспортхлеб» (1923), «Экспортлён», «Союзпушнина» (1931), «Техноэкспорт», Технопромэкспорт, «Разноэкспорт», «Союззаготэкспорт» (1932), «Промсырьеимпорт», «Технопромимпорт», «Станкоимпорт», «Машиноимпорт», «Разноимпорт» (1936), «Международная книга» (1923), «Востокинторг», «Совмонголторг», «Дальинторг», «Совфрахт» (1929), «Ирансовтранс» (1935), «Ленвнештранс», «Совэкспортфильм» (1924/45), «Скотоимпорт» (1932), «Техвнештранс» (1969)